# معامل الالتصاق
معامل الالتصاق (بالإنجليزية: Sticking coefficient)‏، وهو مصطلح يُستخدم في فيزياء الأسطح لوصف النسبة بين عدد الذرات أو الجزيئات الممتصة التي "تلتصق" بسطح ما، إلى إجمالي عدد الذرات التي تصطدم بالسطح خلال نفس الفترة الزمنية. يُشار أحيانًا إلى هذا المعامل بالرمز Sc، وتتراوح قيمته بين 1 (حيث تلتصق جميع الذرات التي تصطدم بالسطح) و 0 (حيث لا تلتصق أي ذرات). يعتمد المعامل على عدة عوامل مثل درجة حرارة السطح، تغطيته (θ)، التفاصيل الهيكلية، بالإضافة إلى الطاقة الحركية للجسيمات المتصادمة. طُورت الصيغة الأصلية لوصف الامتصاص من الطور الغازي، ومن ثم وُسعت المعادلة لاحقًا لتشمل الامتصاص من الطور السائل استنادًا إلى مقارنة مع محاكاة الديناميكيات الجزيئية. في حالات الامتصاص من السوائل، يُعبر عن المعادلة بناءً على كثافة المذاب (عدد الجزيئات لكل وحدة حجم) بدلاً من الضغط.

## الاشتقاق
عند وصول الذرة المتحولة إلى سطح معين، يكون أمامها ثلاثة احتمالات. الأول هو احتمال امتصاصها على السطح، والذي يُرمز إليه بـ Pa، الثاني هو احتمال انتقالها إلى موقع آخر على السطح، والذي يُرمز إليه بـ Pm، والثالث هو احتمال أن تُمتص من السطح وتعود إلى الغاز السائب، والذي يُرمز إليه بـ Pd. في حالة الموقع الفارغ، حيث θ=0، يجب أن يكون مجموع هذه الاحتمالات الثلاثة مساوياً للوحدة.
{\displaystyle P_{a}+P_{m}+P_{d}=1}
بالنسبة لموقع مشغول بالفعل بواسطة ذرة مخصصة (حيث θ>0)، لا يوجد احتمال للامتصاص، وبالتالي فإن مجموع الاحتمالات يصبح كما يلي:
{\displaystyle P_{d}'+P_{m}'=1}
بالنسبة للموقع الذي يتم زيارته لأول مرة، فإن الاحتمال الإجمالي للهجرة هو مجموع الاحتمال للهجرة إذا كان الموقع ممتلئًا بالإضافة إلى الاحتمال للهجرة إذا كان الموقع فارغًا. وينطبق الشيء نفسه على الاحتمال الخاص بالامتزاز. ومع ذلك، لا يوجد احتمال للامتزاز في الموقع الممتلئ بالفعل.
{\displaystyle P_{m1}=P_{m}(1-\theta )+P_{m}'(\theta )}
{\displaystyle P_{d1}=P_{d}(1-\theta )+P_{d}'(\theta )}
{\displaystyle P_{a1}=P_{a}(1-\theta )}
الاحتمال للهجرة من الموقع الثاني هو الاحتمال للهجرة من الموقع الأول تليها الهجرة من الموقع الثاني، وبالتالي نضرب القيمتين معًا.
{\displaystyle P_{m2}=P_{m1}\times P_{m1}=P_{m1}^{2}}
وبالتالي، فإن احتمال الالتصاق (sc) هو الاحتمال من الالتصاق بالموقع الأول، بالإضافة إلى الاحتمال من الهجرة من الموقع الأول ثم الالتصاق بالموقع الثاني، بالإضافة إلى الاحتمال من الهجرة من الموقع الثاني ثم الالتصاق بالموقع الثالث، وهكذا.
{\displaystyle s=P_{a}(1-\theta )+P_{m1}P_{a}(1-\theta )+P_{m1}^{2}P_{a}(1-\theta )...}
{\displaystyle s=P_{a}(1-\theta )\sum _{n=0}^{\infty }P_{m1}^{n}}
هناك علاقة يمكننا الاستفادة منها.
{\displaystyle \sum _{n=0}^{\infty }x^{n}={\frac {1}{1-x}}\forall x<1}
{\displaystyle \therefore s=P_{a}(1-\theta ){\frac {1}{1-P_{m1}}}}
يمكن الحصول على معامل الالتصاق عندما تكون التغطية صفرًا (s0) ببساطة عن طريق تعيين θ=0. ونتذكر أيضًا أن
{\displaystyle 1-P_{m1}=P_{a}+P_{d}}
{\displaystyle s_{0}={\frac {P_{a}}{P_{a}+P_{d}}}}
{\displaystyle {\frac {s}{s_{0}}}={\frac {P_{a}(1-\theta )}{1-P_{m1}}}{\frac {P_{a}+P_{d}}{P_{a}}}}
إذا نظرنا فقط إلى احتمال الهجرة في الموقع الأول، سنجد أنه يعادل اليقين ناقص جميع الاحتمالات الأخرى.
{\displaystyle P_{m1}=1-P_{d}(1-\theta )-P_{d}'(\theta )-P_{a}(1-\theta )}
وباستخدام هذه النتيجة وإعادة ترتيب المعادلة، نجد:
{\displaystyle {\frac {s}{s_{0}}}=\left[1+{\frac {P_{d}'\theta }{(P_{a}+P_{d})(1-\theta )}}\right]^{-1}}
{\displaystyle {\frac {s}{s_{0}}}=\left[1+{\frac {K\theta }{1-\theta }}\right]^{-1}}
{\displaystyle K{\overset {\underset {\mathrm {def} }{}}{=}}{\frac {P_{d}'}{P_{a}+P_{d}}}}